# Justicia reptabunda
Justicia reptabunda är en akantusväxtart som beskrevs av Raymond Benoist. Justicia reptabunda ingår i släktet Justicia och familjen akantusväxter. Inga underarter finns listade i Catalogue of Life.